# 23981 Патджонсон
23981 Патджонсон (23981 Patjohnson) — астероїд головного поясу, відкритий 9 червня 1999 року.
Тіссеранів параметр щодо Юпітера — 3,576.